# Cerhonice
Cerhonice település Csehországban, Píseki járásban. Cerhonice Předotice, Čížová, Vráž, Ostrovec, Smetanova Lhota és Mirotice településekkel határos. Lakosainak száma 138 fő (2024. január 1.).

## Népesség
A település lakosságának változását az alábbi diagram mutatja:
| Lakosok száma | 716  | 659  | 671  | 508  | 233  | 127  | 140  | 146  | 145  | 138  |
|               | 1869 | 1890 | 1921 | 1950 | 1980 | 2001 | 2017 | 2019 | 2022 | 2024 |